# بازی با جان
بازی با جان (به هندی: Jaan Ki Baazi) فیلمی محصول سال ۱۹۸۵ و به کارگردانی اجی کاشیاپ است. در این فیلم بازیگرانی همچون سانجی دات، آنیتا راج، آنوردها پاتل، گلشن گروور ایفای نقش کرده‌اند.